# Felix Keidel
Felix Keidel (* 14. Juni 2003 in Duisburg) ist ein deutscher Fußballspieler. Er steht bei der SV Elversberg unter Vertrag.

## Karriere
Er begann mit dem Fußballspielen in der Jugendabteilung des FC Ingolstadt 04. Für seinen Verein bestritt er 22 Spiele in der A-Junioren-Bundesliga, bei denen ihm fünf Tore gelangen. Im Frühjahr 2022 wurde er in den Kader der zweiten Mannschaft in der Bayernliga aufgenommen und kam für die erste Mannschaft auch zu seinem ersten Einsatz im Profibereich in der 3. Liga, als er am 4. Februar 2023, dem 21. Spieltag, bei der 1:2-Heimniederlage gegen Borussia Dortmund II in der Startformation stand.
Am 3. Juni 2025 gab die SV Elversberg Keidels Verpflichtung bekannt. Er erhielt einen Vertrag mit einer Laufzeit bis zum Sommer 2028.

## Privates
Sein Vater ist der ehemalige Spieler und Trainer Ralf Keidel.